# Балка Куца (заповідне урочище)
Балка Куца — заповідне урочище місцевого значення. Об'єкт розташований на території Добровеличківського району Кіровоградської області, поблизу с. Федорівка.
Площа — 30 га, статус отриманий у 1993 році.